# Rebelión pehuenche de 1769
La rebelión pehuenche de 1769 fue una fase de la Guerra de Arauco entre los españoles de Chile y los pueblos de la cultura mapuche. Una de las consecuencias de este enfrentamiento fue la emigración de grupos pehuenches hacia el sur de la actual Provincia de Mendoza en la Argentina, lo que dio origen a los pehuenches de Malargüe.

## Inicio de la rebelión
El resentimiento general de los pehuenches contra los gobernantes españoles y el éxito obtenido en sus ataques al sur de Chillán, hizo que en 1768 planearan una invasión a las tierras de los españoles en la Capitanía General de Chile, entonces gobernada por Antonio de Guill y Gonzaga. En enero de 1769 iniciaron las hostilidades apoderándose de 500 mulas de un convoy que transitaba por la cordillera de los Andes en busca de sal. El jefe de los pehuenches era el toqui Lebián o Lipián. En noviembre de 1769 las fuerzas pehuenches fueron divididas en dos columnas de invasión. Una columna de 800 indígenas capitaneados por el cacique Pilmigeremonantu (Pilmigerenunantu o Pilmiguerenunantu, el sucesor del cacique Pegueypill o Peguey-pil) ingresó a Chile desde la actual provincia argentina del Neuquén por el Boquete de Antuco (Paso Pichachen) y atacó la isla de La Laja en el Río de La Laja, situando su campamento en la hacienda de las Canteras, a pocas leguas de Los Ángeles. Otra columna comandada por el cacique Lipián con 500 hombres, incluyendo a las fuerzas agregadas del capitanejo Coliguir, ingresó por el Boquete de Villucura (o Villacuni) por el río Duqueco y saqueó las poblaciones de su ribera arriando el ganado.
Las fuerzas españolas acantonadas en Los Ángeles permanecieron inmóviles desde los primeros movimientos pehuenches, comandadas por el maestre de campo Salvador Cabrito y compuestas por 80 soldados veteranos y 1000 milicianos llegados el 1 de diciembre de 1769, luego de marchar hacia la frontera el 29 de noviembre.
Cuando Cabrito se decidió a intervenir, destacó contra los pehuenches que atacaron la isla de la Laja al sargento mayor de dragones Bueno Gaete con un contingente de 12 dragones, 200 milicianos de caballería, 120 indígenas aliados de Santa Fe y algunos particulares armados. Pero la sorpresa del ataque no se concretó al llegar cansados tras dar un rodeo y los pehuenches los derrotaron completamente en las Canteras el 3 de diciembre de 1769, quedando muertos 47 indígenas aliados y 30 españoles contra 11 pehuenches, huyendo Gaete a Los Ángeles. Luego, los pehuenches atacaron estancias llevándose 20.000 cabezas de ganado vacuno y equino.
Simultáneamente, Lebián atacó con 4.000 hombres a Santa Bárbara el 5 de diciembre, plaza defendida por el comandante Guemez Calderón, mató a 30 españoles y arreó ganados destruyendo todo a su paso, incendiando la villa, pero no la pudo tomar. 
Cabrito ordenó concentrar en Los Ángeles las fuerzas que comandaba el teniente coronel Antonio Narciso de Santa María en Yumbel: una compañía con 77 veteranos y 800 milicianos, que llegaron el 8 de diciembre. Las fuerzas acantonadas en Los Ángeles al mando de Cabrito alcanzaron entonces a 3.000 milicianos de caballería y 145 soldados veteranos comandados por 17 oficiales. El 10 de diciembre se retiraron los pehuenches.
Viendo la inacción de Cabrito, el cacique llanista Aillapagui (o Ayllapagui) avanzó sobre Purén el 12 de diciembre y saqueó los alrededores de la plaza defendida por el capitán Bernardo Recalde, dejándolos sin víveres y retirándose. Cabrito envió en su socorro 500 hombres al mando del capitán Freyre, pero al día siguiente ordenó su regreso. Cabrito indultó a presidiarios para formar con ellos una compañía volante que se dedicó a asesinar indígenas sumisos de las estancias, principalmente en la isla de la Laja. Estos procedimientos hicieron que los pehuenches se asociaran nuevamente a tribus rebeldes mapuches y la rebelión se extendió por la zona de la frontera. Finalmente, incluso los más pacíficos huilliches se sumaron.
Lebián volvió a atacar Santa Bárbara el 23 de diciembre, destacando el 24 de diciembre el maestre de campo sobre él al capitán Freyre con 1000 milicianos de caballería y 68 veteranos. Luego de escoger un camino más largo, los soldados y los caballos llegaron cansados y no entraron en combate, por lo que los 500 hombres de Lebián se mantuvieron a la defensiva y Freyre pidió refuerzos a Cabrito, quien le envió 500 milicianos. Lebían decidió retirarse sin ser molestado. Al entrar Freyre en Santa Bárbara supo cuál era el número de los pehuenches y salió en su persecución. Al alcanzarlos se produjo un combate que se saldó con la muerte de 40 pehuenches y la recuperación de los ganados. 
Como los pehuenches volvieron a ingresar por los pasos cordilleranos, Cabrito mandó una expedición a fortificarlos a cargo del ingeniero irlandés Ambrosio O'Higgins. El 26 de diciembre partieron con 600 milicianos de caballería al mando de Manuel Seguel y 25 dragones veteranos al mando del capitán Arriagada, pero no pudieron hallar a los pehuenches, quienes se dirigían por tercera vez a Santa Bárbara al mando de Lebián. Cabrito envió al capitán Freyre con 500 milicianos y 18 dragones de la compañía de la Reina con víveres a Purén y a Vicente Carvallo con 12 milicianos y dos barriles de pólvora a Santa Bárbara, por lo que Lebián se retiró.

## Interviene el nuevo gobernador
Justo cuando ocurrían estos hechos, y tras la prematura muerte de gobernador Guill y Gonzaga, lo sustituyó el oidor decano de la Audiencia, Juan de Balmaseda y Censano Beltrán. Éste no era militar, sino jurista, lo que, sumado a la intervención de la Iglesia católica por medio del obispo Espiñeira, gobernador de Concepción, el cual a su vez tenía bajo su cargo al maestre de campo Salvador Cabrito, contribuyeron a crear un clima de caos, perdiendo a sus aliados, como los huilliches. Espiñeira y Cabrito realizaron medidas indecisas ante los sublevados y encendieron aún más la llama de la rebelión.
La Real Audiencia de Chile, viendo que el obispo Espiñeira los conducía al caos se puso a la espalda de este para contrarrestar la sublevación y solicitó al gobierno de Cuyo y Mendoza que enviase una compañía miscelánea de extranjeros al mando de Reinaldo Bretón.
Balmaseda salió de Santiago de Chile con 3 compañías de caballería, 2 de infantería y los dragones veteranos, llegando a Concepción el 1 de enero de 1770 para ayudar a Espiñeira a contener la revuelta, anuló las medidas pacifistas del obispo, y se dispuso a atacar a los rebeldes. Ordenó a los corregidores de Rancagua, Colchagua, Talca, Cauquenes, Itata y Chillán que reunieran milicias para la defensa de la frontera.
El 3 de enero Cabrito supo de la llegada del gobernador y se puso en movimiento para crear un fortín en San Lorenzo que cerrara el Boquete de Villucura, pero se quedó en Santa Bárbara desde donde envió destacamentos al sur del río Biobío que regresaron sin novedad, y luego regresó a Los Ángeles sin crear el fortín. Balmaseda llamó a Cabrito a su presencia ordenándole que dejara 1000 hombres en la isla de la Laja (al mando de Freyre) y el resto de sus soldados en la Villa de Hualqui al mando del teniente Bernardo de Baeza.

## Expansión de la rebelión en Arauco
El éxito pehuenche incentivó a los mapuches de Arauco y de Tucapel a levantarse nombrando toqui general a Calicurá, quien el 5 de enero intentó tomar Arauco con 2.000 hombres, pero se retiró rechazado, lo mismo que 4 días después. Un nuevo intento fracasó y al cuarto se retiró ante la llegada de 200 milicianos españoles al mando de los capitanes Juan Antonio Martínez y Juan José Quintana enviados por el obispo gobernador. El 19 de enero Calicurá atacó y mató 14 soldados y robó 200 cabezas de ganado y durante la noche volvió a atacar el Fuerte de Arauco.
Balmaseda envió fuerzas hacia Arauco y Tucapel al mando del teniente coronel Santa María: 2.000 milicianos de caballería estacionados en Gualqui, una compañía de caballería veterana y otra de fusileros extranjeros al mando del francés Bretón. Estableciéndose inmóvil en la vega de Carampague hasta que Calicurá atacó por sorpresa llevándose 300 caballos y matando a 2 soldados y 2 milicianos el 3 de febrero. Santa María contratacó con 300 hombres, matando 40 indígenas y recuperando los caballos. Luego Calicurá atacó llevándose las reses de la plaza, que 400 jinetes al mando del teniente coronel Campbell no pudieron alcanzar.
El 21 de enero de 1770 Pilmiguerenunantu asaltó el Fuerte de Antuco, construido recientemente por Ambrosio O'Higgins, pero poco después murió a manos de otro pehuenche. Su muerte provocó la división de sus fuerzas, una parte de las cuales atacó Chillán, llevándose el ganado y personas cautivas al repasar los Andes por el Boquete de Alico, en donde acuchillaron a la guarnición, que hallaron desprevenida, en febrero de 1770.

## Nuevos ataques pehuenches y paz
Otra expedición al mando de Antonio Narciso logró romper el cerco al fuerte de Arauco en febrero de 1770 y quedando, a su vez, cercada en Antuco por los huilliches y pehuenches. Con gran pérdida de bastimentos y soldados logró romper el cerco.
El gobernador Balmaseda fue relevado abruptamente en febrero de 1770, por el brigadier Francisco Javier de Morales y Castejón de Arroyo, un experto y exitoso soldado de la confianza del virrey del Perú Manuel de Amat y Juniet. Este relevo, unido a la necesidad de los indígenas de recoger las cosechas, y la llegada de un invierno muy duro, suspendieron momentáneamente las hostilidades, lo que dio a Morales tiempo para planificar sus acciones defensivas. Morales, en un primer momento, estuvo por realizar expediciones punitivas, pero el estado del ejército español no le garantizaba alguna probabilidad de éxito, por lo que aprovechó el tiempo de bonanza para equipar y mejorar lo que tenía en sus manos.
En septiembre de 1770, los caciques Taipilabquén y Cariñancu cercaron el fuerte de Colcura presentando 800 hombres montados. Morales en conjunto con O´Higgins, Santa María y el teniente Rafael Izquierdo emboscaron a los indígenas en la cordillera de Nahuelbuta. Los indígenas embistieron el frente presentado por Izquierdo que batió totalmente a los 200 españoles del teniente matando a Izquierdo y a 40 españoles en la cuesta de Marigueñú. En noviembre de 1770 los pehuenches invadieron por segunda vez Chillán, con igual éxito que en la primera invasión.
El nuevo gobernador, Morales y Castejón, pactó la paz con los pehuenches en el Parlamento de Negrete (1771). Este parlamento se desarrolló entre el 24 y el 28 de febrero de 1771 en las márgenes del río Biobío, en las vecindades del vado fronterizo de Negrete.